# Grand Prix automobile d'Espagne 2013
GP précédent GP suivant
Le Grand Prix automobile d'Espagne 2013 (Formula 1 Gran Premio de España 2013), disputé le 12 mai 2013 sur le circuit de Catalogne à Barcelone, est la 883e épreuve du championnat du monde de Formule 1 courue depuis 1950. Il s'agit de la quarante-troisième édition du Grand Prix d'Espagne comptant pour le championnat du monde de Formule 1 et de la cinquième manche du championnat 2013. L'épreuve se dispute pour la vingt-troisième fois depuis 1991 sur le circuit catalan (contre neuf fois à Jarama, cinq fois à Jerez et quatre fois au Parc de Montjuich).
En qualifications, les Mercedes font à chaque fois la différence dans le dernier secteur chronométré du circuit. Si Lewis Hamilton est ainsi le plus rapide des deux premières manches, son coéquipier Nico Rosberg réalise en troisième manche sa deuxième pole position consécutive et la troisième de sa carrière. Pour la troisième fois consécutive de la saison, la pole position revient à Mercedes qui monopolise la première ligne grâce à la deuxième place d'Hamilton. Sebastian Vettel et Kimi Räikkönen occupent la deuxième ligne. Fernando Alonso et Romain Grosjean partent depuis la troisième ligne, Felipe Massa, sixième temps des qualifications, étant pénalisé de trois places pour avoir gêné Mark Webber.
Le dimanche, à l'issue d'une course où la gestion des pneumatiques s'avère déterminante, Fernando Alonso remporte sa deuxième victoire de la saison, la trente-deuxième de sa carrière et la deux cent vingt-et-unième de la Scuderia Ferrari. Il devance, sur le podium, Kimi Räikkönen et son coéquipier Felipe Massa. L'Espagnol, sur une stratégie à quatre arrêts, construit sa victoire lors de son premier relais qui lui permet de prendre la tête après treize tours. Il gère ensuite son avance au gré des différents passages au stand et des choix de types de pneus. Les Mercedes qui occupaient la première ligne se montrent moins performantes en course puisque Lewis Hamilton termine hors des points et Nico Rosberg se classe sixième. Kimi Räikkönen, en n'effectuant que trois arrêts quand ses rivaux en font un de plus, finit deuxième et revient ainsi à quatre points de Sebastian Vettel, quatrième de la course, et toujours premier du classement du championnat du monde tandis qu'Alonso réduit l'écart à 17 points. Mark Webber, Paul di Resta, Jenson Button, Sergio Pérez et Daniel Ricciardo prennent les points restants alors qu'Esteban Gutiérrez se retrouve durant deux tours en tête d'un Grand Prix pour la première fois de sa carrière en Formule 1 et réalise son premier meilleur tour en course. 
Au classement des constructeurs, Red Bull Racing reste en tête avec 131 points et devance désormais Ferrari (117 points) et Lotus (111 points) ; suivent Mercedes (72 points), Force India (32 points), McLaren (29 points), Toro Rosso (8 points) et Sauber (5 points). Huit des onze écuries engagées au championnat ont marqué des points, Caterham, Marussia et Williams n'en ayant pas encore inscrit.

## Essais libres

### Première séance, le vendredi de 10 h à 11 h 30
| Pos. | Pilote           | Voiture              | Chrono         | Écart     |
| ---- | ---------------- | -------------------- | -------------- | --------- |
| 1    | Fernando Alonso  | Ferrari              | 1 min 25 s 252 |           |
| 2    | Felipe Massa     | Ferrari              | 1 min 25 s 455 | + 0 s 203 |
| 3    | Jean-Éric Vergne | Toro Rosso-Ferrari   | 1 min 25 s 667 | + 0 s 415 |
| 4    | Romain Grosjean  | Lotus-Renault        | 1 min 26 s 042 | + 0 s 790 |
| 5    | Adrian Sutil     | Force India-Mercedes | 1 min 26 s 212 | + 0 s 960 |
| 6    | Lewis Hamilton   | Mercedes             | 1 min 26 s 374 | + 1 s 122 |

Au départ de la première séance d'essais libres du Grand Prix d'Espagne, pour le début de la saison européenne du championnat, la pluie est présente sur le circuit de Montmeló. Les monoplaces prennent la piste en pneus intermédiaires pour effectuer leur tour d'installation et Nico Hülkenberg, seul pilote en piste en début de séance, après plusieurs tours lancés, fixe le temps de référence en 1 min 51 s 644 puis améliore en 1 min 48 s 508,,. 
Quelques instants plus tard, Felipe Massa passe en tête en 1 min 45 s 023 mais son temps est battu successivement par Romain Grosjean (1 min 44 s 714), Fernando Alonso (1 min 43 s 630) tandis que les pilotes McLaren sont toujours dans leur motorhome à attendre que la pluie baisse d'intensité. Grosjean tourne en 1 min 43 s 392) lorsque les deux pilotes de la Scuderia Toro Rosso prennent les devants : Jean-Éric Vergne tourne en 1 min 42 s 667 et son coéquipier Daniel Ricciardo en 1 min 42 s 605,,.
Les conditions de piste s'améliorent sensiblement ce qui permet à Mark Webber d'enchaîner plusieurs tours lancés et d'améliorer à chaque boucle (1 min 41 s 658, 1 min 40 s 845, 1 min 39 s 980 et 1 min 39 s 614) ; il est néanmoins devancé par Alonso (1 min 38 s 732), Ricciardo (1 min 37 s 987) et à nouveau Alonso (1 min 36 s 645). À vingt minutes de la fin de la séance, Lewis Hamilton prend la tête en 1 min 36 s 159, toujours en pneus intermédiaires. Felipe Massa reprend alors la première place en 1 min 36 s 005. Vergne informe son équipe que la trajectoire est désormais suffisamment sèche pour passer les nouveaux pneus durs de Pirelli : il améliore quelques instants plus tard en 1 min 34 s 710,,.
À dix minutes du drapeau à damier, les pilotes chaussent tous leurs pneus slicks et Daniel Ricciardo prend le commandement en deux temps (1 min 29 s 602 puis 1 min 27 s 904. Hamilton améliore en 1 min 26 s 918, Alonso en 1 min 26 s 804 et Valtteri Bottas en 1 min 26 s 456. Romain Grosjean fait son retour en haut du classement en 1 min 26 s 042 mais doit finalement s'incliner face aux deux pilotes de la Scuderia Ferrari, Felipe Massa ayant tourné en 1 min 25 s 618 et Alonso établissant la meilleure performance de la matinée en 1 min 25 s 252 devant Massa, Vergne, Grosjean, Adrian Sutil, Hamilton, Bottas et Kimi Räikkönen,,.
Durant cette séance, Force India a testé, sur la Force India VJM06 de Paul di Resta, un système de suspension Front and Rear Interactive Control (pour contrôle interactif de suspension avant et arrière) grâce auquel les suspensions sont contrôlées par un déplacement de fluide d'avant en arrière ou d'arrière en avant selon l'assiette de la monoplace. Le système, démonté à l'issue de la session, devrait voir son développement poursuivi lors des prochaines courses.
McLaren Racing a brisé la règle du couvre-feu (deux jokers sont permis avant qu'une sanction soit donnée par la FIA) dans la nuit précédant la première séance d'essais libres pour terminer l'intégration des évolutions de la McLaren MP4-28 arrivées après 23 heures depuis l'usine en Angleterre,
- Rodolfo González, pilote essayeur chez Marussia F1 Team, remplace Max Chilton lors de cette séance d'essais.
- Heikki Kovalainen, pilote essayeur chez Caterham F1 Team, remplace Charles Pic lors de cette séance d'essais.

### Deuxième séance, le vendredi de 14 h à 15 h 30
| Pos. | Pilote           | Voiture          | Chrono         | Écart     |
| ---- | ---------------- | ---------------- | -------------- | --------- |
| 1    | Sebastian Vettel | Red Bull-Renault | 1 min 22 s 808 |           |
| 2    | Fernando Alonso  | Ferrari          | 1 min 22 s 825 | + 0 s 017 |
| 3    | Mark Webber      | Red Bull-Renault | 1 min 22 s 891 | + 0 s 083 |
| 4    | Kimi Räikkönen   | Lotus-Renault    | 1 min 23 s 030 | + 0 s 222 |
| 5    | Felipe Massa     | Ferrari          | 1 min 23 s 110 | + 0 s 302 |
| 6    | Lewis Hamilton   | Mercedes         | 1 min 23 s 140 | + 0 s 332 |

La deuxième séance d'essais libres du Grand Prix d'Espagne commence sur une piste sèche contrairement à la session matinale et les pilotes s'élancent dès l'ouverture de la piste. La température ambiante est de 19 °C et le bitume est à 33 °C. Pirelli met à disposition des écuries deux nouveautés ; la première spécification à l'endurance renforcée, réservée aux essais, doit permettre de rouler autant que possible durant toute la séance et créer de l'action pour les spectateurs tandis que la seconde est un nouveau mélange dur (code couleur orange), visant à répondre aux critiques émises en début de saison par les équipes. Beaucoup d'écuries se concentrent sur l'évaluation des pneumatiques, impossible à faire le matin en raison de l'humidité. D'autres (comme Caterham F1 Team, Lotus F1 Team ou McLaren Racing) doivent valider l'introduction de nouvelles pièces aérodynamiques,,. 
Sebastian Vettel fixe le temps de référence en 1 min 27 s 307, performance rapidement améliorée par Nico Hülkenberg (1 min 27 s 063), Daniel Ricciardo (1 min 26 s 392), Esteban Gutiérrez (1 min 26 s 095), Jean-Éric Vergne (1 min 25 s 705), son coéquipier Daniel Ricciardo (1 min 25 s 283), Lewis Hamilton (1 min 23 s 900), son coéquipier Nico Rosberg (1 min 23 s 801), Mark Webber (1 min 23 s 112) et Fernando Alonso (1 min 23 s 030),,. 
À une heure du drapeau à damier, les pilotes reprennent la piste en pneus tendres et Webber passe en tête en bouclant un tour en 1 min 22 s 891. Son coéquipier Vettel améliore en 1 min 22 s 808 et fixe alors le meilleur temps de la session, les pilotes se concentrant, en fin de séance, sur le rythme à tenir lors de longs relais pour préparer au mieux la course. Romain Grosjean, victime d'un échappement fêlé, n'a pu boucler aucun tour en pneus tendres lors de cette séance,,,.

### Troisième séance, le samedi de 11 h à 12 h
| Pos. | Pilote           | Voiture          | Chrono         | Écart     |
| ---- | ---------------- | ---------------- | -------------- | --------- |
| 1    | Felipe Massa     | Ferrari          | 1 min 21 s 901 |           |
| 2    | Kimi Räikkönen   | Lotus-Renault    | 1 min 21 s 907 | + 0 s 006 |
| 3    | Mark Webber      | Red Bull-Renault | 1 min 22 s 044 | + 0 s 143 |
| 4    | Romain Grosjean  | Lotus-Renault    | 1 min 22 s 069 | + 0 s 168 |
| 5    | Sebastian Vettel | Red Bull-Renault | 1 min 22 s 229 | + 0 s 328 |
| 6    | Fernando Alonso  | Ferrari          | 1 min 22 s 254 | + 0 s 353 |

La température est de 18 °C dans l'air et de 21 °C en piste au départ de la troisième séance d'essais. Si de gros nuages évoluent autour de Barcelone, les services météorologiques du circuit ne prévoient pas de menace de pluie durant la session. Une quinzaine de pilotes prend immédiatement la piste pour un tour d'installation, tous avec la nouvelle spécification de pneus durs. Nico Rosberg fixe le premier temps de référence en 1 min 29 s 468 mais son temps est battu immédiatement par son coéquipier Lewis Hamilton en 1 min 27 s 951,,. 
Charles Pic tourne ensuite en 1 min 25 s 635, Esteban Gutiérrez en 1 min 25 s 013 et Sebastian Vettel en 1 min 23 s 920. Après vingt minutes, les deux Lotus F1 Team, également en pneus durs, se hissent en tête du classement, Romain Grosjean (1 min 23 s 042) précédant Kimi Räikkönen (1 min 23 s 1522). Les Lotus E21, visiblement réglées avec une garde au sol très basse, provoquent de nombreuses gerbes d'étincelles à chaque passage. Fernando Alonso améliore ensuite en 1 min 23 s 006,,. 
Tandis que de nombreux pilotes se lancent dans de longs relais (Hamilton couvre ainsi treize tours lancés et Rosberg seize tours), d'autres écuries choisissent de rester dans leurs garages. Nico Hülkenberg se plaint d'une forte dégradation de ses pneus dès le dixième tour lancé. Pour le dernier tiers de la séance, de nombreux pilotes reprennent la piste en pneus tendres. Ainsi chaussé, Alonso améliore son meilleur tour de plus d'une demi-seconde (1 min 22 s 254). Cinq minutes plus tard, Räikkönen tourne en 1 min 21 s 907 puis Mark Webber s'intercale entre les deux en 1 min 22 s 044. À cinq minutes de la fin de séance, Felipe Massa établit le meilleur temps en 1 min 22 s 901,,.

## Séance de qualifications

### Résultats des qualifications

#### Session Q1
La température de l'air est de 20 °C et la piste est à 36 °C au départ de la première partie des qualifications. Si la pluie n'est pas annoncée sur le circuit, un vent violent risque de perturber les pilotes. Quatre minutes après le début de la session, Daniel Ricciardo est le premier en piste, suivi par Pastor Maldonado et Nico Hülkenberg. Esteban Gutiérrez, Valtteri Bottas et Jean-Éric Vergne les rejoignent peu après. Ricciardo fixe le temps de référence en 1 min 24 s 100, performance améliorée par Hülkenberg en 1 min 23 s 760 puis par Vergne, qui n'effectue qu'un tour lancé avant de rentrer aux stands, en 1 min 23 s 467,,.
Kimi Räikkönen passe ensuite en tête en 1 min 23 s 087, juste devant son équipier Romain Grosjean en 1 min 23 s 196. Après dix minutes dans la séance, Fernando Alonso et Felipe Massa entrent en piste ; seuls Sebastian Vettel et son coéquipier Mark Webber, Jenson Button et son coéquipier Sergio Pérez, Lewis Hamilton et son coéquipier Nico Rosberg sont encore dans leur garage,,.
Alonso se hisse en première position en 1 min 22 s 264 et Massa est deuxième à deux dixièmes de seconde. Alors qu'Hülkenberg a un problème sur sa monoplace, les pilotes Mercedes rentrent en piste avec les pneus tendres et Nico Rosberg passe en tête avec un tour bouclé en 1 min 21 s 913. Lewis Hamilton tourne alors en 1 min 21 s 728 et devance Rosberg, Vettel, Alonso, Webber, Massa, Vergne, Ricciardo, Räikkönen, Pérez et Adrian Sutil. Pastor Maldonado risque une pénalité pour avoir gêné Jenson Button à la fin de son tour rapide. La même mésaventure est arrivée à Kimi Raikkonen, gêné par Gutiérrez alors qu'allait réaliser le meilleur temps en pneus durs,,.
Les six pilotes éliminés sont Charles Pic et son coéquipier Giedo van der Garde, Max Chilton et son coéquipier Jules Bianchi, Pastor Maldonado et son coéquipier Valtteri Bottas,,.

#### Session Q2
Alors que la deuxième phase de qualification débute, tous les pilotes choisissent les pneus tendres et il faut attendre trois minutes pour qu'Esteban Gutiérrez se lance en piste, suivi par Nico Hülkenberg, Daniel Ricciardo et Kimi Räikkönen. Gutiérrez fixe le temps de référence en 1 min 22 s 910, performance immédiatement améliorée par Hülkenberg en 1 min 22 s 708,,.
Räikkönen passe ensuite en tête en 1 min 21 s 676 et Nico Rosberg est désormais deuxième. Quelques instants plus tard, Sebastian Vettel, en pneus usés tourne en 1 min 22 s 890 et prend la deuxième place. Fernando Alonso, en dépit d'une glissade en sortie de chicane, tourne ensuite en 1 min 21 s 646 et s'installe en tête quand son coéquipier Felipe Massa prend la quatrième place devant Romain Grosjean. Après dix minutes Alonso mène toujours devant Räikkönen, Rosberg, Massa, Grosjean, Hülkenberg, Lewis Hamilton, Sebastian Vettel, Gutiérrez et Mark Webber,,. 
Alors que Vettel, Gutiérrez, Webber et Paul di Resta reprennent la piste pour un dernier relai, Alonso, Räikkönen, Rosberg, Massa et Grosjean restent aux stands. Vettel, désormais en pneus neufs, prend la première place grâce à un tour bouclé en 1 min 21 s 602 mais finalement Lewis Hamilton réalise la meilleure performance de la session en 1 min 21 s 001. Mark Webber a été gêné par Felipe Massa ; l'incident est examiné par les commissaires après la fin de la qualification,,. 
Les pilotes éliminés sont Daniel Ricciardo et son coéquipier Jean-Éric Vergne, Adrian Sutil, Jenson Button, Nico Hülkenberg et Esteban Gutiérrez,,.

#### Session Q3
Kimi Räikkönen est le premier pilote en piste dès son ouverture, suivi quelques instants plus tard par Fernando Alonso, Felipe Massa, Romain Grosjean et Nico Rosberg. Rosberg réalise le meilleur temps en 1 min 20 s 824 et devance Alonso, Grosjean et Räikkönen,,.
À cinq minutes de la fin de séance, tous les pilotes sont aux stands avant de repartir pour les uns pour une seconde tentative, pour les autres pour une seule série chronométrée (Vettel, Webber, Pérez et Hamilton). Sebastian Vettel tourne en 1 min 21 s 054 : il ne bat pas Rosberg mais repousse Räikkönen à la troisième place. Rosberg améliore sa performance en 1 min 20 s 718 et son coéquipier Lewis Hamilton, deuxième, assure l'hégémonie de la première ligne à Mercedes Grand Prix. Vettel est troisième devant Räikkönen, Alonso, Massa, Grosjean, Mark Webber, Sergio Pérez et Paul di Resta,,.
À l'issue des qualifications, Felipe Massa écope d'une pénalité de trois places sur la grille de départ pour avoir gêné Mark Webber lors de la Q2. Le Mexicain Esteban Gutiérrez écope de la même sanction pour avoir gêné Kimi Räikkönen,,.

### Grille de départ
| Pos.                                                                                      | Pilote              | Écurie               | Qualifications 1 | Qualifications 2 | Qualifications 3 |
| ----------------------------------------------------------------------------------------- | ------------------- | -------------------- | ---------------- | ---------------- | ---------------- |
| 1                                                                                         | Nico Rosberg        | Mercedes             | 1 min 21 s 913   | 1 min 21 s 776   | 1 min 20 s 718   |
| 2                                                                                         | Lewis Hamilton      | Mercedes             | 1 min 21 s 728   | 1 min 21 s 001   | 1 min 20 s 972   |
| 3                                                                                         | Sebastian Vettel    | Red Bull-Renault     | 1 min 22 s 158   | 1 min 21 s 602   | 1 min 21 s 054   |
| 4                                                                                         | Kimi Räikkönen      | Lotus-Renault        | 1 min 22 s 210   | 1 min 21 s 676   | 1 min 21 s 177   |
| 5                                                                                         | Fernando Alonso     | Ferrari              | 1 min 22 s 264   | 1 min 21 s 646   | 1 min 21 s 218   |
| 6                                                                                         | Felipe Massa        | Ferrari              | 1 min 22 s 492   | 1 min 21 s 978   | 1 min 21 s 219   |
| 7                                                                                         | Romain Grosjean     | Lotus-Renault        | 1 min 22 s 613   | 1 min 21 s 998   | 1 min 21 s 308   |
| 8                                                                                         | Mark Webber         | Red Bull-Renault     | 1 min 22 s 342   | 1 min 21 s 718   | 1 min 21 s 570   |
| 9                                                                                         | Sergio Pérez        | McLaren-Mercedes     | 1 min 23 s 116   | 1 min 21 s 790   | 1 min 22 s 069   |
| 10                                                                                        | Paul di Resta       | Force India-Mercedes | 1 min 22 s 663   | 1 min 22 s 019   | 1 min 22 s 233   |
| 11                                                                                        | Daniel Ricciardo    | Toro Rosso-Ferrari   | 1 min 22 s 905   | 1 min 22 s 127   |                  |
| 12                                                                                        | Jean-Éric Vergne    | Toro Rosso-Ferrari   | 1 min 22 s 775   | 1 min 22 s 166   |                  |
| 13                                                                                        | Adrian Sutil        | Force India-Mercedes | 1 min 22 s 952   | 1 min 22 s 346   |                  |
| 14                                                                                        | Jenson Button       | McLaren-Mercedes     | 1 min 23 s 166   | 1 min 22 s 355   |                  |
| 15                                                                                        | Nico Hülkenberg     | Sauber-Ferrari       | 1 min 23 s 058   | 1 min 22 s 389   |                  |
| 16                                                                                        | Esteban Gutiérrez   | Sauber-Ferrari       | 1 min 23 s 218   | 1 min 22 s 793   |                  |
| 17                                                                                        | Valtteri Bottas     | Williams-Renault     | 1 min 23 s 260   |                  |                  |
| 18                                                                                        | Pastor Maldonado    | Williams-Renault     | 1 min 23 s 318   |                  |                  |
| 19                                                                                        | Giedo van der Garde | Caterham-Renault     | 1 min 24 s 661   |                  |                  |
| 20                                                                                        | Jules Bianchi       | Marussia-Cosworth    | 1 min 24 s 713   |                  |                  |
| 21                                                                                        | Max Chilton         | Marussia-Cosworth    | 1 min 24 s 996   |                  |                  |
| 22                                                                                        | Charles Pic         | Caterham-Renault     | 1 min 25 s 070   |                  |                  |
| Temps minimal à réaliser pour la qualification : 1 min 27 s 448 (107 % de 1 min 21 s 728) |                     |                      |                  |                  |                  |

- Felipe Massa est sanctionné d'un recul de trois places sur la grille de départ pour avoir gêné Mark Webber lors de la deuxième phase des qualifications. Qualifié en sixième position, il s'élance depuis la neuvième place[24],[25],[26].
- Esteban Gutiérrez est sanctionné d'un recul de trois places sur la grille de départ pour avoir gêné Kimi Räikkönen lors de la deuxième phase des qualifications. Qualifié en seizième position, il s'élance depuis la dix-neuvième place[24],[25],[26].

## Course

### Déroulement de l'épreuve

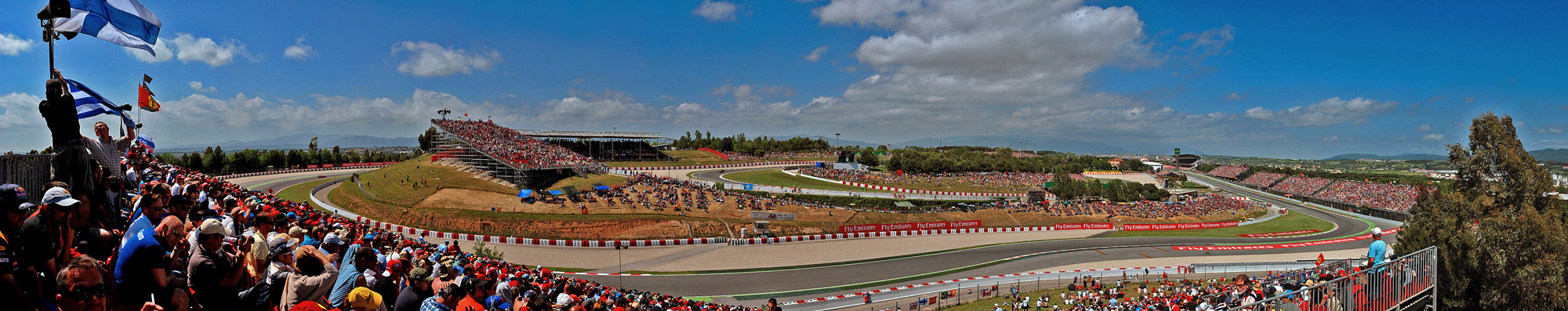
Vue panoramique du circuit lors du Grand Prix d'Espagne 2013.

Il fait très beau et chaud au départ du Grand Prix d'Espagne, où les deux Mercedes Grand Prix sont en première ligne. Les vingt-deux monoplaces s'alignent sur la grille de départ, quasimement toutes en pneus tendres. À l'extinction des feux, Nico Rosberg, en pole position, s'engouffre en tête dans le premier virage devant Sebastian Vettel et Lewis Hamilton mais Fernando Alonso prend rapidement la troisième place en effectuant un audacieux double dépassement par l'extérieur sur Hamilton et Räikkönen dès le troisième virage. Au premier passage sur la ligne de chronométrage, Rosberg devance Vettel, Alonso, Hamilton, Kimi Räikkönen, Sergio Pérez, Felipe Massa, Adrian Sutil, Romain Grosjean, Paul di Resta, Mark Webber et Jean-Éric Vergne,,.
Dès le sixième tour, Lewis Hamilton est difficulté avec ses pneus : Räikkönen et Massa se font alors très pressants derrière lui tandis que les trois pilotes de tête se tiennent en moins de deux secondes. Räikkönen passe Hamilton dès le tour suivant quand Webber effectue son premier arrêt. Massa, Sutil, Nico Hülkenberg, Pastor Maldonado s'arrêtent au huitième tour et Grosjean rentre abandonner à cause d'une casse de suspension arrière. Alonso, Hamilton, di Resta et Vergne s'arrêtent au neuvième tour, Rosberg, Vettel, Räikkönen, Pérez et Daniel Ricciardo au suivant, Jenson Button au onzième et Esteban Gutiérrez au treizième,,.
Alonso remonte en piste à la deuxième place derrière Rosberg avant de prendre l'avantage dans le douzième tour ; Vettel l'imite quelques instants plus tard. Au quatorzième passage, Alonso précède Vettel de 2 secondes, Massa de 3 s, Rosberg de 5 s et Räikkönen de 6 s ; suivent Webber, Pérez, di Resta, Hamilton, Ricciardo, Hülkenberg et Vergne. Räikkönen double à son tour Rosberg alors qu'Alonso creuse l'écart sur Vettel : au dix-huitième passage, Alonso a 4 secondes d'avance sur Vettel et de 5 s sur Massa,,.
Paul di Resta change de pneus au dix-neuvième tour, imité au tour suivant par Massa, Webber, Vergne, Maldonado et Giedo van der Garde. Alonso et Hülkenberg s'arrêtent au vingt-et-unième tour, Sutil et Van der Garde (il rentre sur trois roues à la suite de la perte d'une roue arrière mal fixée lors de son précédent arrêt) au suivant, Pérez et Charles Pic au vingt-troisième, Vettel et Ricciardo au suivant, Hamilton et Valtteri Bottas au vingt-cinquième et Räikkönen au suivant. Au vingt-septième passage Alonso devance Massa, Vettel, Räikkönen, Rosberg qui rentre changer ses pneus, Webber, Gutiérrez, di Resta, Button, Hülkenberg, Pérez et Vergne,,.
Au vingt-huitième tour, alors que Gutiérrez et Button s'arrêtent, Räikkönen tente de passer Vettel, sans succès, ce qui profite aux Ferrari de tête qui creusent l'écart. Le Finlandais, en pneus tendres, réussit à prendre l'avantage sur l'Allemand, en difficulté avec ses pneus durs, dans le trente-deuxième tour. Au trente-quatrième passage, Alonso possède 14 secondes d'avance sur son coéquipier Massa, 18 s sur Räikkönen, 21 s sur Vettel et 35 s sur Webber ; suivent di Resta, Rosberg, Ricciardo, Pérez et Gutiérrez,,.
Pendant ce temps, Vergne et Hülkenberg rentrent aux stands où Hülkenberg, mal libéré par son écurie, accroche le Français : il est pénalisé d'un stop-and-go un peu plus tard. Alonso, Massa, Webber et Hamilton rentrent au trente-sixième tour, di Resta et Pérez au trente-huitième, Vettel et Ricciardo au suivant et Gutiérrez au quarante-troisième tour. Alonso reprend la tête de la course et creuse immédiatement l'écart sur Räikkönen en pneus tendres usés. Le Finlandais rentre alors au quarante-cinquième pour son troisième arrêt alors que ses adversaires ont appliqué une stratégie à quatre arrêts. Button change de pneus au tour suivant, Rosberg au quarante-septième, Alonso et Sutil au quarante-neuvième, Webber, Pérez et Hamilton au suivant, Massa, Vettel et Ricciardo au cinquante-et-unième, di Resta et Vergne au cinquante-troisième,,.
À dix tours de l'arrivée, Alonso mène devant Räikkönen (à 13 secondes), Massa, Vettel et Webber. Plus loin, Sergio Pérez revient sur son coéquipier Jenson Button, huitième mais reste dans son sillage jusqu'à l'arrivée. Fernando Alonso remporte ainsi son Grand Prix national devant Kimi Räikkönen, Felipe Massa complétant le podium ; suivent pour les points Vettel, Webber, Rosberg, di Resta, Button, Pérez et Ricciardo,,. 
Fernando Alonso est le seul pilote, avec Michael Schumacher (troisième sur la grille en 1996), à remporter le Grand Prix d'Espagne sur le circuit de Catalogne sans s'être élancé depuis la première ligne de la grille de départ.
L'importante dégradation des pneumatiques lors de ce Grand Prix, empêchant les pilotes d'attaquer et les forçant à réaliser une course de gestion sous la pression des ingénieurs de piste préoccupés de l'usure excessive des gommes, entraîne, à l'issue de la course, une réaction du manufacturier Pirelli très critiqué : afin de limiter les arrêts au stand, il annonce préparer une nouvelle gamme de pneus plus durables, mis à disposition des écuries à partir du Grand Prix du Canada, le 9 juin 2013. Pour autant, l'article 12.6.3 du règlement technique impose que les spécifications des pneumatiques doivent être déposées à la FIA avant le 1er septembre de l'année précédente et qu'une fois le championnat lancé, seule l'unanimité des écuries peut permettre un changement. La seule exception à ce règlement est un problème de sécurité (article 12.5.2), or Pirelli a toujours indiqué officiellement que ces changements ne concernaient pas la sécurité des pneumatiques,,.

### Classement de la course
| Pos. | no | Pilote              | Écurie               | Tours | Temps/Abandon                      | Grille | Points |
| ---- | -- | ------------------- | -------------------- | ----- | ---------------------------------- | ------ | ------ |
| 1    | 3  | Fernando Alonso     | Ferrari              | 66    | 1 h 39 min 16 s 596 (185,605 km/h) | 5      | 25     |
| 2    | 7  | Kimi Räikkönen      | Lotus-Renault        | 66    | + 9 s 338                          | 4      | 18     |
| 3    | 4  | Felipe Massa        | Ferrari              | 66    | + 26 s 049                         | 9      | 15     |
| 4    | 1  | Sebastian Vettel    | Red Bull-Renault     | 66    | + 38 s 273                         | 3      | 12     |
| 5    | 2  | Mark Webber         | Red Bull-Renault     | 66    | + 47 s 963                         | 7      | 10     |
| 6    | 9  | Nico Rosberg        | Mercedes             | 66    | + 1 min 08 s 020                   | 1      | 8      |
| 7    | 14 | Paul di Resta       | Force India-Mercedes | 66    | + 1 min 08 s 988                   | 10     | 6      |
| 8    | 5  | Jenson Button       | McLaren-Mercedes     | 66    | + 1 min 19 s 508                   | 14     | 4      |
| 9    | 6  | Sergio Pérez        | McLaren-Mercedes     | 66    | + 1 min 21 s 738                   | 8      | 2      |
| 10   | 19 | Daniel Ricciardo    | Toro Rosso-Ferrari   | 65    | + 1 tour                           | 11     | 1      |
| 11   | 12 | Esteban Gutiérrez   | Sauber-Ferrari       | 65    | + 1 tour                           | 19     |        |
| 12   | 10 | Lewis Hamilton      | Mercedes             | 65    | + 1 tour                           | 2      |        |
| 13   | 15 | Adrian Sutil        | Force India-Mercedes | 65    | + 1 tour                           | 13     |        |
| 14   | 16 | Pastor Maldonado    | Williams-Renault     | 65    | + 1 tour                           | 17     |        |
| 15   | 11 | Nico Hülkenberg     | Sauber-Ferrari       | 65    | + 1 tour                           | 15     |        |
| 16   | 17 | Valtteri Bottas     | Williams-Renault     | 65    | + 1 tour                           | 16     |        |
| 17   | 20 | Charles Pic         | Caterham-Renault     | 65    | + 1 tour                           | 22     |        |
| 18   | 23 | Jules Bianchi       | Marussia-Cosworth    | 64    | + 2 tours                          | 20     |        |
| 19   | 22 | Max Chilton         | Marussia-Cosworth    | 64    | + 2 tours                          | 21     |        |
| Abd. | 18 | Jean-Éric Vergne    | Toro Rosso-Ferrari   | 53    | Aileron                            | 12     |        |
| Abd. | 21 | Giedo van der Garde | Caterham-Renault     | 22    | Perte d'une roue                   | 18     |        |
| Abd. | 8  | Romain Grosjean     | Lotus-Renault        | 8     | Suspension                         | 6      |        |

### Pole position et record du tour
Nico Rosberg part en pole position pour la troisième fois de sa carrière, la deuxième consécutive et la première à Barcelone. Esteban Gutiérrez, pour sa cinquième apparition en Formule 1, réalise le premier meilleur tour en course de sa carrière.
- Pole position :  Nico Rosberg (Mercedes Grand Prix) en 1 min 20 s 718 (207,612 km/h)[36].
- Meilleur tour en course :  Esteban Gutiérrez (Sauber-Ferrari) en 1 min 26 s 217 (194,370 km/h) au cinquante-sixième tour[37].

### Tours en tête
Auteur de sa deuxième pole position consécutive, Nico Rosberg parvient à conserver son avantage au départ et défend sa position pendant dix tours malgré les difficultés de sa voiture. En retardant son premier arrêt au stand, Esteban Gutiérrez, pourtant parti dix-neuvième, saisit l'occasion de mener un Grand Prix pour la première fois de sa carrière ; quand il rentre à son tour, c'est Fernando Alonso qui s'empare de la première place. Grâce à une stratégie gagnante de quatre arrêts et à une monoplace performante, il garde la tête jusqu'au bout, ne laissant à ses rivaux Vettel et Räikkönen que de brefs intermèdes à l'avant de la course.
- Nico Rosberg : 10 tours (1-10)
- Esteban Gutiérrez : 2 tours (11-12)
- Fernando Alonso : 48 tours (13-21 / 26-36 / 39-66)
- Sebastian Vettel : 2 tours (22-23)
- Kimi Räikkönen : 4 tours (24-25 / 37-38)

## Classements généraux à l'issue de la course
| Pos. | Pilote           | Écurie               | Points |
| ---- | ---------------- | -------------------- | ------ |
| 1    | Sebastian Vettel | Red Bull-Renault     | 89     |
| 2    | Kimi Räikkönen   | Lotus-Renault        | 85     |
| 3    | Fernando Alonso  | Ferrari              | 72     |
| 4    | Lewis Hamilton   | Mercedes             | 50     |
| 5    | Felipe Massa     | Ferrari              | 45     |
| 6    | Mark Webber      | Red Bull-Renault     | 42     |
| 7    | Romain Grosjean  | Lotus-Renault        | 26     |
| 8    | Paul di Resta    | Force India-Mercedes | 26     |
| 9    | Nico Rosberg     | Mercedes             | 22     |
| 10   | Jenson Button    | McLaren-Mercedes     | 17     |
| 11   | Sergio Pérez     | McLaren-Mercedes     | 12     |
| 12   | Daniel Ricciardo | Toro Rosso-Ferrari   | 7      |
| 13   | Adrian Sutil     | Force India-Mercedes | 6      |
| 14   | Nico Hülkenberg  | Sauber-Ferrari       | 5      |
| 15   | Jean-Éric Vergne | Toro Rosso-Ferrari   | 1      |

| Pos. | Écurie               | Points |
| ---- | -------------------- | ------ |
| 1    | Red Bull-Renault     | 131    |
| 2    | Ferrari              | 117    |
| 3    | Lotus-Renault        | 111    |
| 4    | Mercedes             | 72     |
| 5    | Force India-Mercedes | 32     |
| 6    | McLaren-Mercedes     | 29     |
| 7    | Toro Rosso-Ferrari   | 8      |
| 8    | Sauber-Ferrari       | 5      |

## Statistiques
Le Grand Prix d'Espagne 2013 représente :
- la 3e pole position de sa carrière pour Nico Rosberg[41] ;
- la 32e victoire de sa carrière pour Fernando Alonso[42] ;
- la 221e victoire pour Ferrari en tant que constructeur[43] ;
- la 222e victoire pour Ferrari en tant que motoriste[44] ;
- le 1er meilleur tour en course de sa carrière pour Esteban Gutiérrez[45].

Au cours de ce Grand Prix :
- Alan Jones (116 Grands Prix disputés entre 1975 et 1986, champion du monde en 1980 avec Williams F1 Team, 12 victoires, 6 pole positions, 13 meilleurs tours et 24 podiums) est nommé assistant des commissaires de course pour ce Grand Prix[46] ;
- Esteban Gutiérrez mène un Grand Prix pour la première fois de sa carrière (2 tours en tête)[47].